# والری کیرینکو
والری کیرینکو (روسی: Валерий Викторович Кириенко؛ زادهٔ ۱۳ فوریهٔ ۱۹۶۵) ورزشکار دوگانه اهل روسیه است.